# ويل كوف
ويل كوف هي بلدة تقع في ولاية نونافوت،كندا.